# Chelsea Clinton
Chelsea Victoria Clinton (Little Rock, Arkansas, 27 de febrero de 1980) es una emprendedora, periodista y escritora estadounidense. Es la única hija del expresidente estadounidense Bill Clinton y de Hillary Clinton.

## Biografía

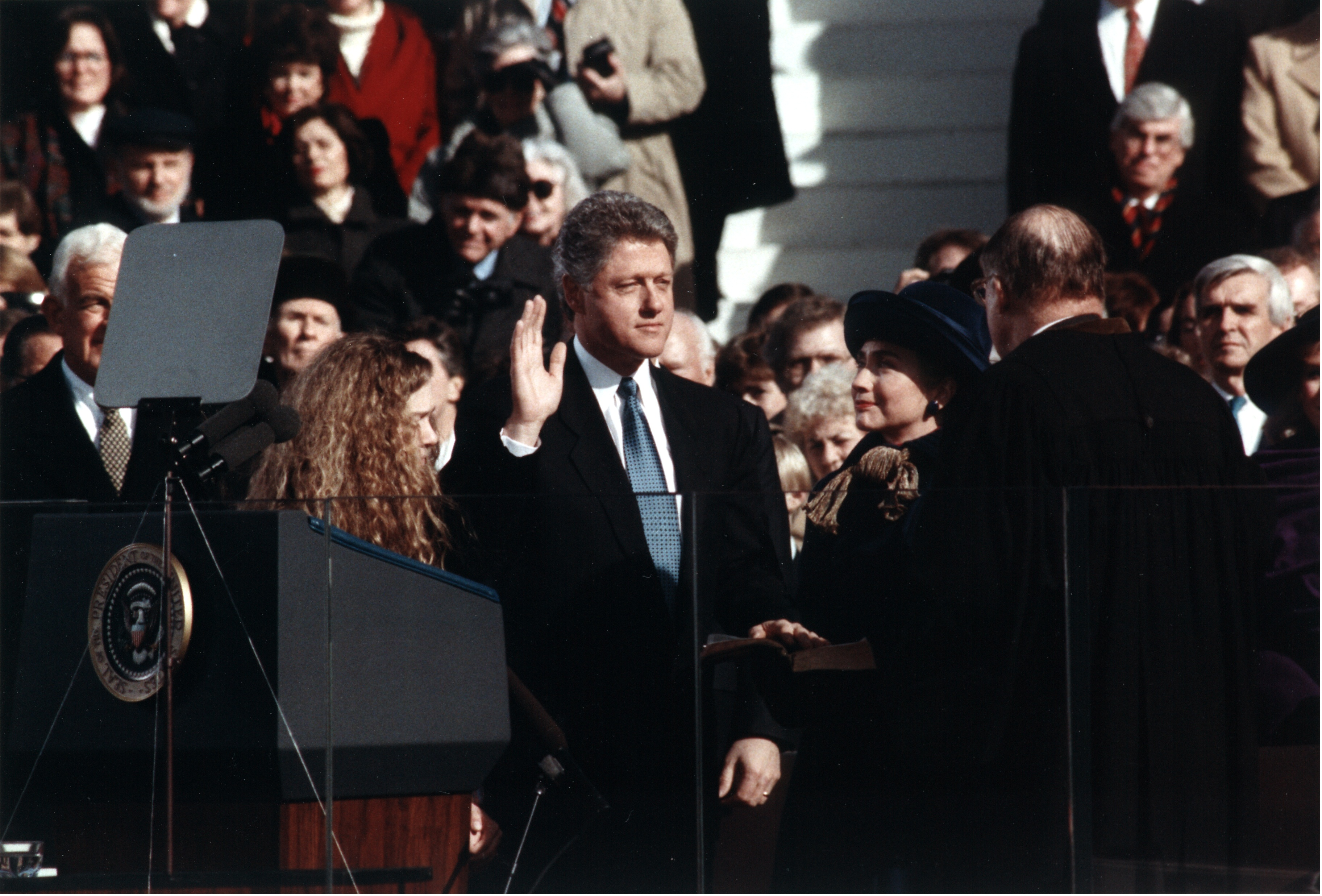
Chelsea (izquierda) junto a su padre en día del Juramento de éste a la Presidencia de los Estados Unidos, el 20 de enero de 1993.

Se graduó en Historia por la Universidad de Stanford (California) en 2001 y su tesis de grado fue Belfast Agreement in Northern Ireland. Después, hizo un máster en la Universidad de Oxford (Inglaterra), en el área de Relaciones Internacionales. En abril de 2008 había realizado conferencias en 100 campus de estudios superiores.

## Trayectoria profesional
En 2003, Clinton se incorporó a la firma de consultoría McKinsey & Company en Nueva York, y trabajó para Avenue Capital Group a finales de 2006. Fue copresidenta durante la semana para la recaudación de fondos para la Fundación Clinton. Posteriormente se convirtió en vicepresidenta de dicha Fundación.
En noviembre de 2011, la NBC anunció que había contratado a Chelsea Clinton como corresponsal especial. Uno de sus papeles fue realizar reportajes para "Making a Difference" para la NBC Nightly News y Rock Center con Brian Williams. Fue un contrato de tres meses y le permitió a la vez seguir trabajando para la Fundación Clinton y continuar su formación. La primera aparición de Clinton fue el 12 de diciembre de 2011, en un episodio de Rock Center.  Aunque recibió algunas críticas negativas en su trabajo, el contrato de Clinton con la NBC se renovó en febrero de 2012. Rock Center terminó en mayo de 2013 y dejó la red en agosto de 2014.

### Política
En diciembre de 2007 empezó su campaña por el Partido Demócrata en favor de la candidatura de su madre por todo el país.

### Publicaciones

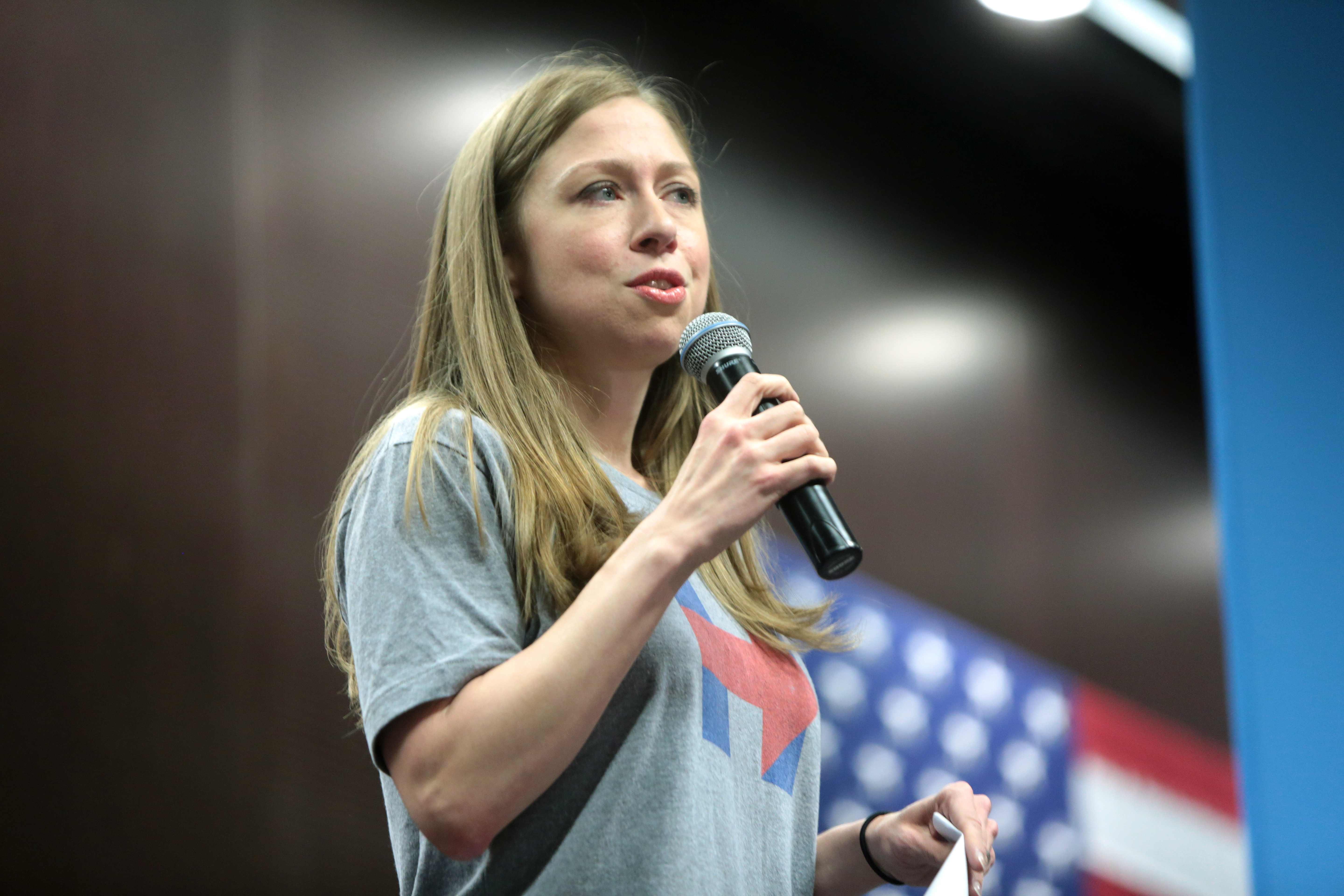

En septiembre de 2015, Clinton hizo su debut como autora con el libro It's Your World: Get Informed, Get Inspired and Get Going!, (Este es tu mundo), publicado por Philomel Books. El libro de 400 páginas está dirigido a estudiantes de secundaria (de 10 a 14 años de edad) y los introduce en una serie de temas sociales, como pobreza, hambre y cambio climático, alentándolos a comprometerse y actuar para hacer del mundo un lugar mejor. El libro recibió elogios y críticas, entre ellas que tenía un tono excesivamente didáctico.

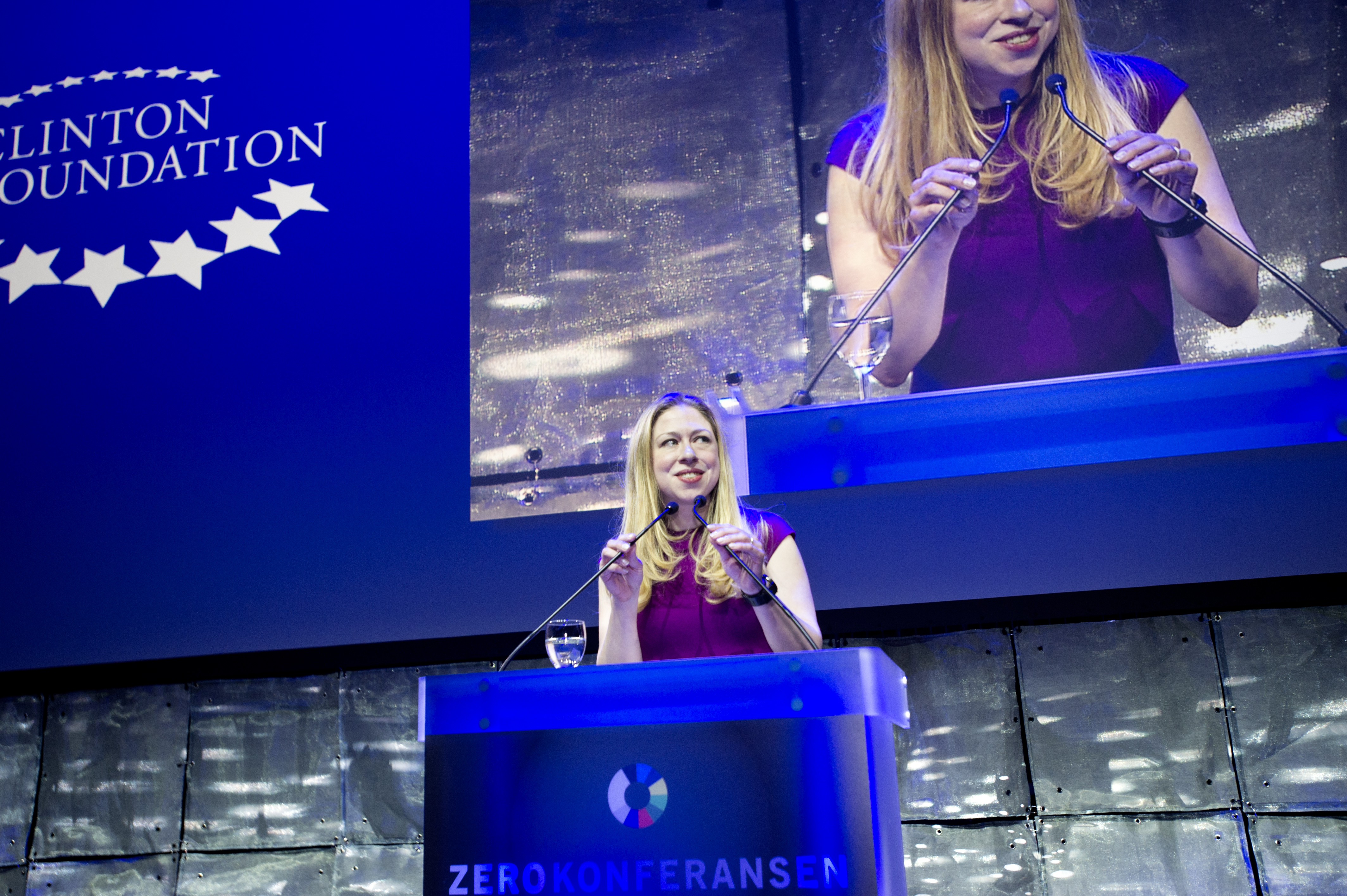

En marzo de 2017 anunció la publicación en mayo de su segundo libro, un volumen infantil titulado "She Persisted"  (Ella persistió) dedicado a las vidas de mujeres que han luchado por la igualdad de oportunidades con los hombres. En ella incluye la historia de 13 mujeres de la historia estadounidense que "no aceptaron un no como respuesta", entre ellas figuran la escritora y activista sorda y ciega Hellen Keller, la jueza Sonia Sotomayor, la activista por la libertad de los esclavos Harriet Tubman y la política republicana Margaret Chase Smith.
El título hace referencia al intento del líder de la mayoría del Senado estadounidense, Mitch McConnell, de acallar a su colega demócrata Elizabeth Warren mientras daba un discurso. McConnell dijo que Warren habría violado una norma constitucional por el tiempo del discurso y que, aunque se le advirtió sobre el hecho, "ella persistió". La frase se ha vuelto un grito de guerra para el movimiento por los derechos de las mujeres.

## Vida personal
El 31 de julio de 2010, Clinton y el banquero Marc Mezvinsky se casaron en Rhinebeck, Nueva York; él es judío, pero Clinton mantuvo su creencia metodista y no se convirtió al judaísmo.
Su primera hija, una niña llamada Charlotte, nació el 26 de septiembre de 2014. Su segundo hijo, un varón llamado Aidan, nació el 18 de junio de 2016. Su tercer hijo y segundo varón, Jasper, nació el 22 de julio de 2019.